# Пенстемон
Пенстемон (лат. Penstemon; от др.-греч. πέντε, pente — пять и στήμων, stemon — тычинка) — род растений семейства Подорожниковые (Plantaginaceae), распространённый в Северной Америке до Гватемалы и Гондураса.

## Ботаническое описание
Кустарники, полукустарники или многолетние травянистые растения. Стебли прямостоячие, восходящие или стелющиеся. Листья супротивные, редко мутовчатые или очерёдные.
Соцветия — конечные, кистевидные или метельчатые тирсы. Цветки обоеполые; с прицветниками. Чашелистиков 5. Венчик белый, розовый, красный, синий, пурпурный, сиреневый, фиолетовый или малиновый, редко жёлтый или оранжевый. Тычинок 4, двусильные; стаминодий 1, от нитевидного до ремневидного. Завязь двугнёздная. Плод — септицидная коробочка. Семян (2) 5—40 (100), желтовато-коричневые, коричневые или чёрные. x=8.

## Виды
Род включает около 280 видов, некоторые из них:
- Penstemon barbatus (Cav.) Roth — Пенстемон бородатый
- Penstemon campanulatus (Cav.) Willd. — Пенстемон колокольчатый
- Penstemon cobaea Nutt. — Пенстемон кобея
- Penstemon confertus Douglas — Пенстемон скученный
- Penstemon digitalis Nutt. ex Sims — Пенстемон наперстянковый
- Penstemon fruticosus (Pursh) Greene — Пенстемон кустарниковый
- Penstemon gentianoides (Kunth) Poir. — Пенстемон горечавковидный
- Penstemon glaber Pursh — Пенстемон голый
- Penstemon hallii A.Gray — Пенстемон Холла
- Penstemon hartwegii Benth. — Пенстемон Хартвега
- Penstemon hirsutus (L.) Willd. — Пенстемон жёстковолосистый
- Penstemon ovatus Douglas — Пенстемон яйцевидный
- Penstemon pinifolius Greene — Пенстемон сосноволистный
- Penstemon procerus Douglas ex Graham — Пенстемон высокорослый
- Penstemon rupicola (Piper) Howell — Пенстемон скальный
- Penstemon serrulatus Menzies ex Sm. — Пенстемон мелкопильчатый